# Arnaud d'Abadie
Arnaud d'Abadie,  mort en  1433 est un prélat français, évêque de Lescar  au XVe siècle.  Il est évêque de 1428 à 1433.